# Supernova 2022
Die 7. Supernova fand am 12. Februar 2022 statt und war der lettische Vorentscheid für den Eurovision Song Contest 2022 in Turin (Italien). Citi Zēni gewannen mit ihrem Lied Eat Your Salad.

## Format

### Konzept
Die öffentlich-rechtliche Fernsehgesellschaft Latvijas Televīzija (LTV) bestätigte am 30. August 2021 ihre Teilnahme für 2022 und damit auch die Rückkehr der Supernova als Vorentscheidung. Genaue Details zum Format der Vorentscheidung sind noch nicht bestimmt, allerdings sieht eine Rückkehr zum Format mit zwei Halbfinalen und einem Finale wahrscheinlich aus. Fest steht, dass 16 bis 24 Teilnehmer an der Sendung teilnehmen sollen.

### Moderation
Am 19. Januar 2022 wurden Ketija Šēnberga, die den Wettbewerb bereits 2015, 2016, 2019 und 2020 moderierte, und Lauris Reiniks, der Lettland 2003 als Mitglied der Gruppe F.L.Y. vertrat, als Moderatoren der beiden Shows bekanntgegeben.

### Beitragswahl
Vom 7. Oktober 2021 11:59 Uhr bis zum 7. Dezember 2021, 23:59 Uhr konnten interessierte Musiker Beiträge bei LTV einreichen. Auch ausländische Komponisten waren dazu eingeladen, Beiträge einzureichen. Allerdings durften sie nur ein drittel oder weniger des Liedes mit komponiert haben. Eine Jury bestehend aus Radiovertretern Lettlands wird nun, ohne Titel und Interpret zu kennen, die Bewerbungen prüfen und am Ende die 16 bis 24 besten Beiträge auswählen.
Am 8. Dezember 2021 gab LTV bekannt, dass sie 130 Lieder erhalten haben. Dies ist die höchste Anzahl an Bewerbungen aller Zeiten für die Vorentscheidung.

## Teilnehmer
Am 5. Januar gab LTV die 16 Teilnehmer bekannt. Es fand zudem zwischen dem 10. und 14. Januar eine Onlineabstimmung statt, in der eine 17. Teilnehmer ausgewählt wurde.

## Onlineabstimmung
Die Onlineabstimmung für einen 17. Teilnehmer, der am Halbfinale teilnehmen soll, fand zwischen dem 10. und 14. Januar 2022 statt. Insgesamt 10 Teilnehmer nahmen daran teil. Der Gewinner wurde am 15. Januar 2022 bekanntgegeben.
| Platz | Interpret                    | Lied Musik (M) und Text (T)                             | Sprache  | Übersetzung (inoffiziell) |
| ----- | ---------------------------- | ------------------------------------------------------- | -------- | ------------------------- |
| 1.    | Miks Galvanovskis            | I’m Just A Sinner M/T: Miks Galvanovskis, Reinis Briģis | Englisch | Ich bin nur ein Sünder    |
| —     | Antra Stafecka & Atis Ieviņš | Call the Lights M/T: Antra Stafecka, Atis Ieviņš        | Englisch | Ruf die Lichter           |
| —     | Dārta Stepanova              | Brīnumzeme M/T: Dārta Stepanova                         | Lettisch | Wunderland                |
| —     | Edvards Strazdiņš            | Open Road M/T: Edvards Strazdiņš                        | Englisch | Offene Straße             |
| —     | Katrīna Dimanta              | My Voice M/T: Katrīna Dimanta                           | Englisch | Meine Stimme              |
| —     | Marta Ritova                 | Let Me Go M/T: Marta Ritova                             | Englisch | Lass mich gehen           |
| —     | Mārtiņš Strods               | One More Time M/T: Mārtiņš Strods                       | Englisch | Ein Mal noch              |
| —     | Rihards Bērziņš              | 1+1 M/T: Rihards Bērziņš                                | Englisch | 1+1                       |
| —     | Tētis                        | Labākie vārdi M/T: Tētis                                | Lettisch | Die besten Worte          |
| —     | Toms Kalderauskis            | Naked smile M/T: Toms Kalderauskis                      | Englisch | Nacktes Lächeln           |

 Kandidat hat sich für das Halbfinale qualifiziert.

## Halbfinale
Das Halbfinale fand am 5. Februar 2022 statt. 10 Interpreten qualifizierten sich für das Finale. Aminata konnte aufgrund eines positiven COVID-19-Tests nicht live beim Halbfinale auftreten, stattdessen wurde die Sängerin live zugeschaltet und sie sang ihr Lied von zu Hause aus. Aufgrund von technischen Problemen während seines Auftritts, wurde Miks Dukurs für das Finale nachnominiert.
| Platz   | Startnr. | Interpret         | Lied Musik (M) und Text (T)                                                                          | Sprache               | Übersetzung (inoffiziell)           | Jury | Televoting in % |
| ------- | -------- | ----------------- | --- | --------------------- | ----------------------------------- | ---- | --------------- |
| 1.–10.  | 1        | Citi Zēni         | Eat Your Salad M: Roberts Memmēns; T: Jānis Pētersons, Dagnis Roziņš, Jānis Jačmenkins               | Englisch              | Iss deinen Salat                    |      | 11.48           |
| 1.–10.  | 3        | Linda Rušeniece   | Pay My Own Bills M: Rūdolfs Ozols, Ralfs Eilands, Valters Sprūdžs; T: Ralfs Eilands, Valters Sprūdžs | Englisch              | Bezahle meine eigenen Rechnungen    |      | 2.97            |
| 1.–10.  | 4        | Elīna Gluzunova   | Es pabiju tur M: Jānis Šipkēvics Jr.; T: Marts Pujāts                                                | Lettisch              | Ich war da                          |      | 1.12            |
| 1.–10.  | 5        | RAUM              | Plans M/T: Reinis Straume, Arnis Račinskis                                                           | Englisch              | Pläne                               |      | 2.83            |
| 1.–10.  | 7        | Mēs Jūs Mīlam     | Rich Itch M: Rūdolfs Ozols, Valters Sprūdžs, Ralfs Eilands; T: Ralfs Eilands                         | Englisch, Italienisch | Juckreiz                            |      | 5.87            |
| 1.–10.  | 9        | Miks Galvanovskis | I’m Just A Sinner M/T: Miks Galvanovskis, Reinis Briģis                                              | Englisch              | Ich bin nur ein Sünder              |      | 11.64           |
| 1.–10.  | 12       | Aminata           | I'm Letting You Go M/T: Aminata Savadogo                                                             | Englisch              | Ich lasse dich gehen                |      | 7.86            |
| 1.–10.  | 13       | Bermudu Divstūris | Bad M/T: Marats Ogļezņevs                                                                            | Englisch              | Schlecht                            |      | 11.94           |
| 1.–10.  | 16       | BUJĀNS            | He, She, You & Me M: Reinis Sējāns, Intars Busulis; T: Marts Pujāts, Jānis Šipkēvics                 | Englisch              | Er, Sie, Du & Ich                   |      | 16.77           |
| 1.–10.  | 17       | Inspo             | A Happy Place M: Inspo; T: Nadīna Stirniniece                                                        | Englisch              | Ein Glücklicher Ort                 |      | 8.78            |
| 11.–17. | 2        | Miks Dukurs       | First Love M/T: Miks Dukurs                                                                          | Englisch              | Erste Liebe                         |      | 1.24            |
| 11.–17. | 6        | Patriks Peterson  | Can't Get You Outta My Head M/T: Elviss Pētersons                                                    | Englisch              | Ich bekomme dich nicht aus dem Kopf |      | 2.94            |
| 11.–17. | 8        | KATŌ              | Promises M/T: Kaspars Ansons, Anna Zankovska                                                         | Englisch              | Versprechen                         |      | 0.97            |
| 11.–17. | 10       | Markus Riva       | If You're Gonna Love Me M/T: Markus Riva                                                             | Englisch              | Wenn du mich lieben wirst           |      | 3.88            |
| 11.–17. | 11       | the COCO'NUTS     | In and out of the dark M: The Coco'nuts T: Marija Valmiera                                           | Englisch              | In und aus der Dunkelheit           |      | 6.50            |
| 11.–17. | 14       | Beatrise Heislere | On the way home M: Edvards Grieze; T: Edvards Grieze, Beatrise Heislere                              | Englisch              | Auf dem Weg nach Hause              |      | 1.57            |
| 11.–17. | 15       | Zelma             | How M:Arturs Liede, Andrjus Jaņuns; T: Arta Zelma Jēgere                                             | Englisch              | Wie                                 |      | 1.65            |

 Kandidat hat sich für das Finale qualifiziert.
 Kandidat wurde aufgrund von technischen Problemen für das Finale nachnominiert.

## Finale
Das Finale fand am 12. Februar 2022 statt.  Die Band Citi Zēni gewann mit ihrem Lied Eat Your Salad.
| Platz | Startnr. | Interpret         | Lied Musik (M) und Text (T)                                                                          | Sprache               | Übersetzung (inoffiziell)        | Televoting | Televoting | Jurypunkte | Gesamt |
| Platz | Startnr. | Interpret         | Lied Musik (M) und Text (T)                                                                          | Sprache               | Übersetzung (inoffiziell)        | Stimmen    | Punkte     | Jurypunkte | Gesamt |
| ----- | -------- | ----------------- | --- | --------------------- | -------------------------------- | ---------- | ---------- | ---------- | ------ |
| 1.    | 8        | Citi Zēni         | Eat Your Salad M: Roberts Memmēns; T: Jānis Pētersons, Dagnis Roziņš, Jānis Jačmenkins               | Englisch              | Iss deinen Salat                 | 50,566     | 12         | 12         | 24     |
| 2.    | 11       | Aminata           | I'm Letting You Go M/T: Aminata Savadogo                                                             | Englisch              | Ich lasse dich gehen             | 30,983     | 8          | 10         | 18     |
| 3.    | 6        | BUJĀNS            | He, She, You & Me M: Reinis Sējāns, Intars Busulis; T: Marts Pujāts, Jānis Šipkēvics                 | Englisch              | Er, Sie, Du & Ich                | 38,924     | 10         | 3          | 13     |
| 4.    | 5        | Miks Galvanovskis | I’m Just A Sinner M/T: Miks Galvanovskis, Reinis Briģis                                              | Englisch              | Ich bin nur ein Sünder           | 16,060     | 5          | 8          | 13     |
| 5.    | 7        | Elīna Gluzunova   | Es pabiju tur M: Jānis Šipkēvics Jr.; T: Marts Pujāts                                                | Lettisch              | Ich war da                       | 3,572      | 3          | 7          | 10     |
| 6.    | 4        | Bermudu Divstūris | Bad M/T: Marats Ogļezņevs                                                                            | Englisch              | Schlecht                         | 26,692     | 7          | 1          | 8      |
| 7.    | 10       | Mēs Jūs Mīlam     | Rich Itch M: Rūdolfs Ozols, Valters Sprūdžs, Ralfs Eilands; T: Ralfs Eilands                         | Englisch, Italienisch | Juckreiz                         | 24,216     | 6          | 2          | 8      |
| 8.    | 9        | Inspo             | A Happy Place M: Inspo; T: Nadīna Stirniniece                                                        | Englisch              | Ein Glücklicher Ort              | 6,432      | 4          | 4          | 8      |
| 9.    | 2        | RAUM              | Plans M/T: Reinis Straume, Arnis Račinskis                                                           | Englisch              | Pläne                            | 3,486      | 2          | 5          | 7      |
| 10.   | 3        | Linda Rušeniece   | Pay My Own Bills M: Rūdolfs Ozols, Ralfs Eilands, Valters Sprūdžs; T: Ralfs Eilands, Valters Sprūdžs | Englisch              | Bezahle meine eigenen Rechnungen | 3,394      | 1          | 6          | 7      |
| 11.   | 1        | Miks Dukurs       | First Love M/T: Miks Dukurs                                                                          | Englisch              | Erste Liebe                      | 2,116      | 0          | 0          | 0      |